# Histona

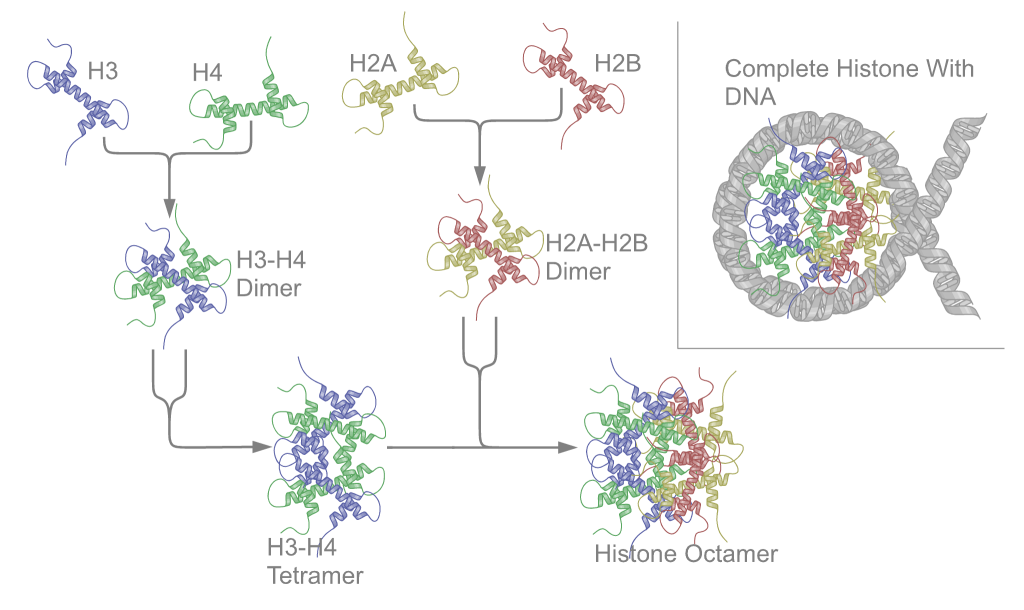
Representación esquemática del ensamblaje de las histonas nucleares en el nucleosoma.

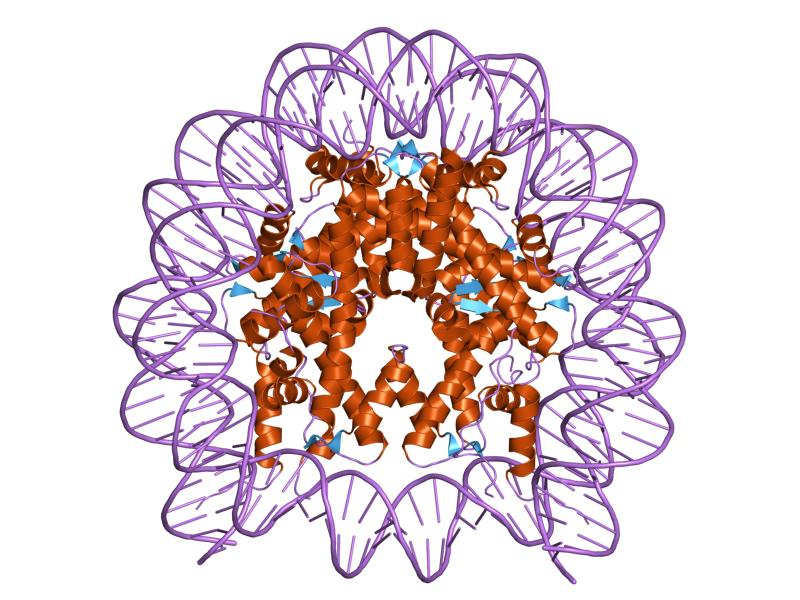
Estructura del nucleosoma.

Las histonas son proteínas básicas, de baja masa molecular, y están muy conservadas (en términos evolutivos) entre los eucariontes. Forman la cromatina junto con el ADN sobre la base, entre otras; de unas unidades conocidas como nucleosomas. La cromatina reduce el tamaño lineal del ADN dentro del núcleo, compactándolo. La cromatina está formada por ADN y varios tipos de proteínas, las principales de las cuales son las histonas.

## Historia
En 1884, Albrecht Kossel reportó el aislamiento de un componente extraído por tratamiento ácido de núcleos de eritrocitos de ganso. Por su aparente similitud fisicoquímica con la peptona lo denominó histonas y sugirió que podría estar unido a los ácidos nucleicos. La palabra histona deriva de la palabra alemana “Histon”, de origen incierto pero probablemente del griego “histanai” o de “histos”.
Hasta principios de 1990, las histonas fueron consideradas, por la mayoría, como material de relleno inerte del ADN nuclear eucariota, opinión basada, en parte, por los modelos de Mark Ptashne y otros, que creían que la transcripción era activada por la interacción proteína-ADN y proteína-proteína a lo largo de un molde de ADN, como en el caso de las bacterias.
Durante la década de 1980, Yahli Lorch y Roger Kornberg demostraron que un nucleosoma en un núcleo promotor impide la iniciación de la transcripción in vitro, y Michael Grunstein demostró que las histonas pueden reprimir la transcripción in vivo, lo que conduce a la idea del nucleosoma como un represor del gen.
Hasta la década de 1990 no se reconoció el papel regulador de las histonas, siendo vistas con anterioridad como mero sustrato para el plegamiento del ADN.
Vicente Allfrey y Alfred Mirsky, anteriormente, propusieron un papel de la modificación de las histonas en la activación transcripcional, considerado como una manifestación molecular de la epigenética. Michael Grunstein y David Allis encontró apoyo en esta proposición gracias al conocimiento de la acetilación de histonas para la transcripción en la levadura y la actividad del activador transcripcional Gcn5 como una histona-acetiltransferasa.
El descubrimiento de la histona H5 parece remontarse a la década de 1970, y en la actualidad se considera una isoforma de la histona H1.

## Clases y variantes
Existen 5 familias de proteínas histonas: H1/H5, H2A, H2B, H3 y H4. Las histonas H2A, H2B, H3 y H4 se denominan histonas centrales o nucleosomales (o "core", en inglés), mientras que H1/H5 son histonas ligadoras (o "linker", en inglés).
Las histonas se subdividen en histonas canónicas dependientes de replicación, cuyos genes se expresan durante la fase S del ciclo celular, e histonas variantes independientes de replicación, las cuales se expresan durante todo el ciclo celular. En mamíferos, los genes codificantes de histonas canónicas se agrupan en 4 loci altamente conservados evolutivamente, no tienen intrones y tienen una estructura central en el extremo 3', en lugar de una cadena poli-A. Los genes codificantes para histonas variantes no se agrupan en el ADN, tienen intrones y sus ARN mensajeros se regulan mediante colas poli-A. Los organismos multicelulares complejos tienen normalmente un número mayor de histonas variantes, aportando variedad de diferentes funciones. Recientes estudios se centran en el rol de diferentes variantes en la regulación del desarrollo de un organismo. En la base de datos "HistoneDB 2.0 - Variants" se puede consultar la clasificación y características específicas de diferentes variantes en múltiples organismos. Se han descubierto también varios pseudogenes en secuencias del ADN muy cercanas de sus respectivos genes ortólogos.
En la siguiente tabla se resumen las proteínas histonas humanas, genes y pseudogenes.
| Super familia       | Familia | Genes dependientes de replicación | Genes independientes de replicación                                                      | Pseuodegenes                                                       |
| ------------------- | ------- | --- | ---------------------------------------------------------------------------------------- | ------------------------------------------------------------------ |
| Ligadora ("Linker") | H1      | H1-1, H1-2, H1-3, H1-4, H1-5, H1-6 | H1-0, H1-7, H1-8, H1-10                                                                  | H1-9P, H1-12P                                                      |
| Central ("Core")    | H2A     | H2AC1, H2AC4, H2AC6, H2AC7, H2AC8, H2AC11, H2AC12, H2AC13, H2AC14, H2AC15, H2AC16, H2AC17, H2AC18, H2AC19, H2AC20, H2AC21, H2AC25               | H2AZ1, H2AZ2, MACROH2A1, MACROH2A2, H2AX, H2AJ, H2AB1, H2AB2, H2AB3, H2AP, H2AL1Q, H2AL3 | H2AC2P, H2AC3P, H2AC5P, H2AC9P, H2AC10P, H2AQ1P, H2AL1MP           |
| Central ("Core")    | H2B     | H2BC1, H2BC3, H2BC4, H2BC5, H2BC6, H2BC7, H2BC8, H2BC9, H2BC10, H2BC11, H2BC12, H2BC13, H2BC14, H2BC15, H2BC17, H2BC18, H2BC21, H2BC26, H2BC12L | H2BK1, H2BW1, H2BW2, H2BW3P, H2BN1                                                       | H2BC2P, H2BC16P, H2BC19P, H2BC20P, H2BC27P, H2BL1P, H2BW3P, H2BW4P |
| Central ("Core")    | H3      | H3C1, H3C2, H3C3, H3C4, H3C6, H3C7, H3C8, H3C10, H3C11, H3C12, H3C13, H3C14, H3C15, H3-4                                                        | H3-3A, H3-3B, H3-5, H3-7, H3Y1, H3Y2, CENPA                                              | H3C5P, H3C9P, H3P16, H3P44                                         |
| Central ("Core")    | H4      | H4C1, H4C2, H4C3, H4C4, H4C5, H4C6, H4C7, H4C8, H4C9, H4C11, H4C12, H4C13, H4C14, H4C15                                                         | H4C16                                                                                    | H4C10P                                                             |

## Función

### Proteínas de soporte
Las proteínas celulares más frecuentes son las proteínas histonas, siendo que cada célula eucariótica presenta varios cientos de millones de moléculas de histonas, mientras que las demás proteínas no alcanzan unos cientos (como mucho, a miles). Son proteínas de masa molecular baja, aproximadamente 11-12 Kd y exhiben un alto contenido, cerca de 20%, de lisina y arginina (aminoácidos básicos). Con las cargas positivas de las cadenas laterales de estos restos, las histonas (que son extremadamente básicas) se unen a los grupos fosfato del ADN (cargados negativamente); para ello no es relevante la secuencia de bases dentro del ADN. A menudo, las histonas son modificadas por metilaciones, acetilaciones, fosforilaciones o ADP-ribosilaciones.
- Metilaciones: Determinan cambios permanentes en la cromatina. Están destinadas al mantenimiento de un tipo determinado de expresión génica. Enzimas encargadas: HMTasas.
- Acetilaciones: en las colas de las histonas a nivel de lisina y arginina: modifican la cromatina determinando que pueda transcribir. Enzimas encargadas: HAT.
- Desacetilaciones: determinan la compactación de la cromatina, silencia la actividad transcripcional. Enzimas encargadas: HDAC.

En los seres humanos hay cinco tipos principales: la histona H1 y las histonas H2A, H2B, H3 y H4. Estas últimas se denominan también histonas nucleosomales y forman un octámero con dos histonas de cada; alrededor de este núcleo se enrolla dos veces un hilo de ADN. Este complejo ADN-histona recibe el nombre de nucleosoma y constituye el componente primario del cromosoma.
El ADN gira unos 147 pares de bases alrededor del núcleo de la histona y a continuación se desplaza unos 20-70 bp en un giro hacia la izquierda hasta alcanzar el siguiente nucleosoma. La pieza intermedia, también denominada ADN de conexión está “desnuda”, es decir, no está equipada con histonas. La histonas H1 se coloca como pieza de cierre en cada nucleosoma y al mismo tiempo toma contacto con las agrupaciones vecinas. De esto modo, las proteínas H1 van “grapando” los nucleosomas para formar un hilo denso: la fibra de cromatina.

### Proteínas de control transcripcional
Las características de las histonas han contribuido a que las histonas fueran visualizadas únicamente como proteínas que permitían al ADN enrollarse adquiriendo así un primer grado de compactación que le facilitaría ser almacenado en el núcleo. Sin embargo, pasó mucho tiempo hasta que se reparó en el hecho de que la naturaleza requería de un grupo de moléculas que participaran en la compactación del ADN: cualquier secuencia de aminoácidos con carga positiva podría llevar a cabo dicha función. Esto es, no había necesidad de conservar una secuencia precisa de aminoácidos a lo largo de millones de años.
Hasta la segunda mitad de la década de 1980 estas observaciones no fueron reconsideradas más cuidadosamente, cuando los grupos de Roger Kornberg y Donald Brown observaron que cuando la secuencia de ADN conocida como caja TATA (la cual se localiza en la secuencia regulatoria denominada promotor) quedaba íntimamente asociada a las histonas en el nucleosoma, la transcripción resultaba reprimida. Por el contrario, cuando dicha secuencia se colocaba fuera del nucleosoma, la transcripción podía producirse libremente.
Actualmente, se sabe que todo el ADN nuclear está enrollado en nucleosomas que se organizan en fibras de cromatina y que los reguladores de genes no pueden unirse a un ADN tan compacto, ya que sus lugares de unión están copados (tapados) por nucleosomas. Así, los factores de transcripción primero deben hacer la tarea de distender los nucleosomas para obtener un acceso físico.
Un conjunto de factores de transcripción puede modificar covalentemente los restos de histonas situados en el núcleo de los nucleosomas. Algunos tienen actividad histona-acetiltransferasa, con la que acetilan el grupo ε-amino de los restos de lisina. Así, estos pierden su carga positiva y ya no pueden mantener los enlaces iónicos, lo que hace que el núcleo de los nucleosomas se distienda.
De este modo, las secuencias reguladoras del ADN quedan accesibles. Las histonas también pueden modificarse por metilación, ribosilación o fosforilación; aún no se conoce en detalles cuáles son los mecanismos precisos con los que estas modificaciones influyen en la regulación genética. 

### Proteínas de estabilización genómica
Además de su papel en el empaquetamiento del ADN, las histonas también juegan un papel clave en la respuesta al daño del ADN. A continuación se relatarán algunos ejemplos de como las modificaciones histónicas pueden proporcionar un ambiente favorable en la estabilidad del genoma. 
- La acetilación de la histona H3 K56 es un factor clave para proporcionar un entorno de cromatina favorable para la reparación del ADN.[23]
- La desacetilación y la metilación de H3-K9 son necesarias para una condensación cromosómica adecuada, un factor integral en el mantenimiento de la estabilidad genómica.[24]
- La acetilación de H4-K16 es un factor importante en el reclutamiento de la proteína 1 del punto de control del daño del ADN, llamada MDC1, la cual juega un papel importante en la reparación del ADN.[25]
- La fosforilación de H2AX es otro componente crítico de la respuesta al daño del ADN. Dicha fosforilación promueve que media la interacción con MDC1, que a su vez se une a la proteína NBS1, encargada de la reparación de ADN y del mantenimiento de telómeros nbs1.[26]